# Guaiçara
Guaiçara é um município brasileiro do estado de São Paulo. Sua população estimada em 2006 é de aproximadamente 10.357 habitantes.

## História
Guaiçara está em pleno desenvolvimento sendo uma das que mais cresceram na região centro-oeste paulista. Um dos destaques da cidade é a Estação Criatividade - Geraldino da Silva, onde a antiga estação ferroviária da Noroeste do Brasil (NOB) foi restaurada, dando início a um espaço cultural.

## Geografia
Localiza-se a uma latitude 21º37'19" sul e a uma longitude 49º47'55" oeste, estando a uma altitude de 461 metros. Possui uma área de 269,3 km².

## Demografia
Dados do Censo - 2000
População total: 9.211
- Urbana: 8.070
- Rural: 1.141
- Homens: 4.584
- Mulheres: 4.627

Densidade demográfica (hab./km²): 34,20
Mortalidade infantil até 1 ano (por mil): 14,38
Expectativa de vida (anos): 72,03
Taxa de fecundidade (filhos por mulher): 2,54
Taxa de alfabetização: 90,76%
Índice de Desenvolvimento Humano (IDH-M): 0,778
- IDH-M Renda: 0,681
- IDH-M Longevidade: 0,784
- IDH-M Educação: 0,868

(Fonte: IPEADATA)

## Infraestrutura

### Comunicações
O sistema de telefones automáticos foi inaugurado na cidade em 1975 pela Telecomunicações de São Paulo (TELESP), que também implantou o sistema de discagem direta à distância (DDD) em 1986 com o código de área (0145). Anteriormente a cidade era atendida pela Companhia Telefônica Brasileira (CTB).
Na década de 90 o código DDD da cidade foi alterado para (014), para padronização do sistema telefônico com a telefonia celular que estava sendo implantada em todo o estado.

## Religião
O Cristianismo se faz presente na cidade da seguinte forma:

### Igreja Católica
- A igreja faz parte da Diocese de Lins.[9]

### Igrejas Evangélicas
Entre as igrejas protestantes históricas, pentecostais e neopentecostais, encontram-se na cidade:
- Assembleia de Deus Ministério do Belém.[11][12]
- Congregação Cristã no Brasil.[13]